# Étienne Cleirac
Étienne Cleirac (22 de maio de 1583, Bordeaux - 30 de outubro de 1657, Bordeaux) foi um jurista francês, especialista em direito marítimo.

## Biografia
Nascido em uma família de juristas, seu pai, Héliès de Cleyrac, foi um procurador na Corte de Bordeaux. Após os estudar no Colégio de Guiana, iniciou carreira jurídica. Se tornou funcionário do Almirantado da Guiana em 1628, onde assumiu a função de procurador nos casos de naufrágios. Ao mesmo tempo, exerceu a advocacia perante o Parlamento de Bordeaux.
Muito pouco de sua vida é conhecida, exceto os fatos que menciona em em seus testamentos, que foram preservados. Sabe-se que teve um filho chamado Raymond, nascido em 1622, que também foi advogado, dedicado ao serviço do rei de Espanha (em desfavor do rei da França), e que ele terminou deserdado por seu pai.

## Les Us et Coutumes de la Mer
Seu trabalho mais importante é Les Us et Coutumes de la Mer, publicado pela primeira vez em 1647.
O livro compila textos antigos sobre usos do transporte marítimo e a jurisprudência dos tribunais estabelecidos pelos comerciantes para dirimir seus conflitos, como os expostos nos Rolos de Oléron, nas Ordenanças de Wisby e no Guidon de la Mer. Serviu como base para a Ordenança de Colbert, promulgada em 1681, primeiro diploma legislativo moderno a dispor de modo abrangente sobre Direito Marítimo.
A obra foi traduzida para vários idiomas e exerceu notável influência no Direito Marítimo até muito tempo após a morte de seu autor, sendo referido por Jean-Marie Pardessus, ainda quase dois séculos após sua primeira aparição, como o mais conhecido e citado texto sobre o tema. É de se notar, todavia que, embora tenha enriquecimento consideravelmente a matéria, sua a obra de Cleirac não é inteiramente original, tendo sido baseada largamente sobre o trabalho de antecessores (a quem o autor faz referências diretas em muitas ocasiões no decorrer do texto), como Pierre Garcie-Ferrande e Alfonse de Saintonge.
Digno de nota o fato de o texto de Cleirac ser um dos primeiros escritos jurídicos publicados em francês e não em latim, como era praxe na época, visto ter como público principal os comerciantes, e não necessariamente juristas.

## Anexos